# Johann Nepomuk Bestlin

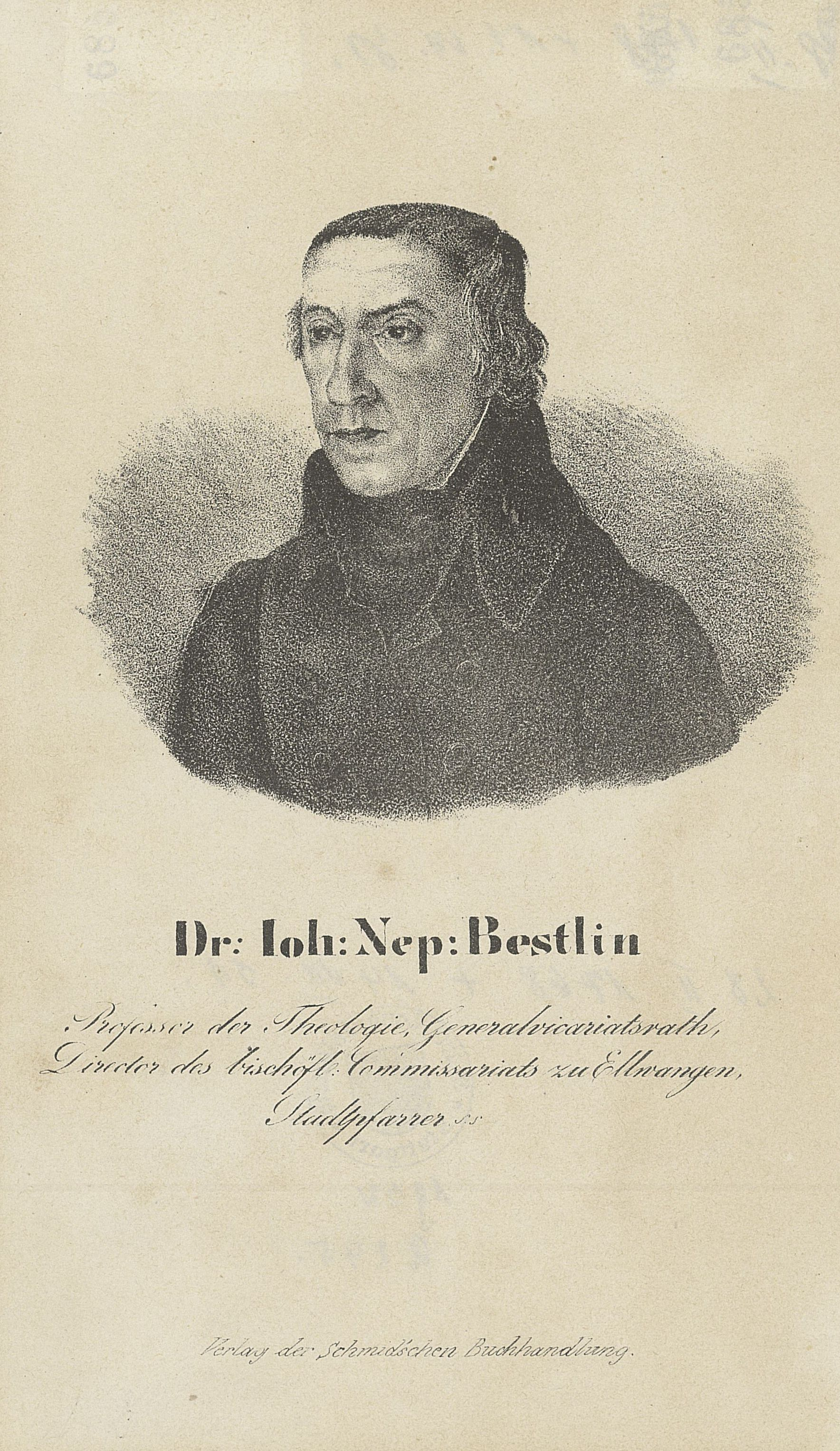
Johann Nepomuk Bestlin

Johann Nepomuk Bestlin (* 28. Februar 1768 in Ellwangen; † 14. Juli 1831 in Lauchheim) war ein deutscher katholischer Geistlicher und Theologe. Bestlin sprach sich als Rektor der katholisch-theologischen Universität erfolglos für die Beibehaltung des Standortes Ellwangen aus und verzichtete auf eine Professur für Moral- und Pastoraltheologie an der neuen katholisch-theologischen Fakultät in Tübingen. Anstelle dessen trat er eine Pfarrstelle in Lauchheim an. 

## Leben
Johann Nepomuk Bestlin besuchte das von Jesuiten geleitete Gymnasium Ellwangen. Ab 1788 studierte er an der Universität Dillingen. Dort war er Schüler von Johann Michael Sailer. Am 20. November 1790 empfing er die Priesterweihe in Dillingen an der Donau. Er war päpstlicher Alumne. Die Primiz feierte Bestlin in Ellwangen. 1791 wurde er Vikar bei dem Pfarrer Anton Stornbacher in Jagstzell und am 4. Juli 1801 Kaplan im Priesterhaus der Schönenbergkirche. Von Jagstzell  erzählt die Schrift Maria Anna Linderin, die gute Schulmeistertochter. Am 31. Mai 1805 wurde er Pfarrer in Röhlingen. Zur Huldigung Kurfürst Friedrichs 1803 verfasste Bestlin einen ländlichen Flötengruß, ein Lied für die Bergknappen in Wasseralfingen und eine Kantate für die Feuerarbeiter in Abtsgmünd und Unterkochen. 1810 bis 1812 war Johann Baptist Hirscher in Röhlingen sein Vikar.
1812 wurde er Generalvikariatsrat und gleichzeitig Professor für Moral- und Pastoraltheologie an der Friedrichsuniversität Ellwangen, wo er für die Jahre 1815/16 und 1816/17 auch Rektor war. Er hielt 1816 die lateinische Trauerrede auf König Friedrich. Bereits im Herbst 1817 sollte die Anstalt mit der Universität Tübingen vereinigt und sowohl das Generalvikariat als auch das Priesterseminar nach Rottenburg verlegt werden. Nachdem er sich vergebens bemüht hatte, Ellwangen die Universität zu erhalten, konnte er sich nicht dazu entschließen, nach Tübingen überzusiedeln. Er legte seine Professur nieder, die daraufhin Johann Baptist Hirscher erhielt, und zog sich auf seine Pfarrei Röhlingen zurück. Er wurde Direktor des 1817 mit der Verlegung des Generalvikariats nach Rottenburg gebildeten und bereits 1819 wieder aufgelösten Bischöflichen Kommissariats Ellwangen. Am 26. Juni 1818 wurde er Stadtpfarrer von Lauchheim. Am 14. Juli 1831 starb Bestlin im Alter von 63 Jahren. Seine Bibliothek vermachte er dem Landkapitel Ellwangen.
Bestlin wurde in seiner Zeit durch Geschichtspredigten bekannt. Sie enthielten entweder biblische Begebenheiten oder Lebensgeschichte von Heiligen, oder er ließ Anekdoten in der Art eines Christoph von Schmid einfließen. Er verfasste auch Denksprüche und versuchte sich in der Abfassung von Gedichten und Liedern (Arbeitslied für Christen, Psalm, wenn Zank und Hader im Hause ist, Bekämpfung der Leidenschaft, der Vorsatz, von der ausharrenden Geduld).

## Schriften (Auswahl)
- Disseritur de nexu arctissimo, qui virtutem inter et veri cognitionem intercedit. Schwäbisch Gmünd 1813, OCLC 312857763.
- (anonym) Denkmahl auf das Grab der Maria Anna Linderin. München 1812 (Digitalisat).
  - Maria Anna Linderin, die gute Schulmeisterstochter. Ein Buch für das katholische Volk. Neu herausgegeben von Karl Josef Herz. Mergentheim 1922, OCLC 634273363.
- Advent-Buch oder Betrachtungen über die vom bischöflichen Ordinariate Rottenburg bei der täglichen Andacht angeordneten Vorlesestücke. Ulm 1840.
- Vollständiges praktisches christkatholisches Kranken-Buch. Zunächst für katholische Geistliche, dann auch für Kranke und Sterbende und für ihre Freunde. Schmid, Wiesensteig 1844, OCLC 311238244.
- Predigten. 3 Bände, Schmid, Wiesensteg 1845/46 (Digitalisat).
- 55 Leichen-Reden. Aus des seligen Verfassers großem Predigtwerke besonders abgedruckt. Schmid, Wiesensteig 1859, OCLC 634860992.